# نولان سيدومي الأوراق
نولان سيدومي الأوراق (الاسم العلمي:Nolana sedifolia) هو نوع نباتي يتبع جنس النولان من فصيلة الباذنجانية.